# Dries Vermeiren
Dries Vermeiren (25 mei 1991) is een Belgisch touwtrekker.

## Levensloop
Vermeiren is afkomstig uit Sint-Lenaarts, alwaar hij sinds zijn jeugd is aangesloten bij touwtrekkersclub Vandakker.
Daarnaast is hij actief in het Belgisch touwtrekteam. Met de Pull Bulls nam hij onder meer deel aan de Wereldspelen van 2022, alwaar ze brons behaalden in de klasse tot 640 kg.
Zijn broer Joris is eveneens actief in het touwtrekken.